# Hylaeamys acritus
Hylaeamys acritus é uma espécie de roedor da família Cricetidae. Pode ser encontrada na Bolívia e Brasil.